# I-177
I-177 — підводний човен Імперського флоту Японії, який брав участь у бойових діях Другої світової війни.

## Початок історії корабля
Човен, який належав до типу KD7, спорудили в 1942 році на верфі компанії Kawasaki в Кобе.
По завершенні І-177 включили для проведення тренувань до ескадри підводних човнів Куре, а наприкінці лютого 1943-го підпорядкували 22-й дивізії підводних човнів, яка призначалась для базування на атолі Трук у центральній частині Каролінських островів (тут ще до війни створили потужну базу японського ВМФ, з якої до лютого 1944-го провадились операції у цілому ряді архіпелагів). 30 травня — 7 квітня І-177 пройшов з Куре на Трук.

## Перший похід
10 квітня 1943-го І-177 вирушив для бойового патрулювання біля східного узбережжя Австралії. 26 квітня в районі за півтори сотні кілометрів на південний схід від Брисбену човен потопив вантажне судно Limerick (8724 GRT), яке прямувало у складі конвою. Ескорт останнього скинув дві глибинні бомби, але безрезультатно.
14 травня 1943-го дещо менш ніж за сотню кілометрів на схід від Брисбену І-177 поцілив торпедою госпітальне судно Centaur (3222 GRT), яке прямувало до Порт-Морсбі. Судно затонуло за три хвилини, загинуло 269 осіб з тих, хто був на борту.
23 травня 1943-го човен повернувся на Трук.

## Другий похід
14 червня 1943-го І-177 знову рушив до східного узбережжя Австралії, проте 30 червня, невдовзі після прибуття до первісно призначеного району, був спрямований на Соломонові острови до протоки між островами Санта-Ісабель та Нью-Джорджія (саме 30 червня на останньому висадився американський десант). 6 липня І-177 дістався до Нью-Джорджії та провів тут два тижні, проте не досягнув якогось успіху. 24 липня човен прибув до Рабаулу — головної передової бази в архіпелазі Бісмарка, з якої здійснювались операції на Соломонових островах та сході Нової Гвінеї.

## Рейси на Нову Гвінею
Наступні кілька тижнів І-177 провів у транспортних рейсах на Нову Гвінею до Лае у глибині затоки Хуон (остання спроба японців провести до Лае конвой транспортних суден завершилась у березні 1943-го повним розгромом в битві у морі Бісмарка). 9, 24 серпня та 3 вересня човен прибував до Лае. 10 вересня І-177 вийшов у четвертий транспортний рейс, при цьому 13 числа дістав наказ прямувати до Фіншхафена (східне завершення півострова Хуон) для протидії ворожому десанту. Насправді союзники висадяться у Фіншхафені лише 22 вересня, тому І-177 не знайшов тут ніяких цілей та 14 вересня прибув до Лае. На той час вже почалась фінальна атака союзників на цей район, проте І-177 вдалось вивантажити доправлені припаси. Одразу після відплиття на човні почули шум гвинтів ворожих кораблів (визначених як есмінці) і І-177 терміново занурився на понаднормову глибину 100 метрів. Ймовірно, це дозволило уникнути атаки глибинними бомбами. 17 вересня І-177 повернувся до Рабаула.
21 вересня 1943-го човен попрямував до Нової Гвінеї з вантажем для гарнізону Фіншхафена. Вже на шляху туди надійшли відомості про висадку десанту і І-177 отримав наказ атакувати ворожі кораблі. В межах підготовки до цього завдання весь вантаж з палуби скинули за борт, проте човен так і не зміг вийти в атаку на якесь вороже судно. Після заходу сонця 24 вересня І-177 передав оборонцям Фіншхафену залишки вантажу, а 26 числа повернувся у Рабаул.
З початку жовтня 1943-го І-177 вже транспортував припаси для гарнізону Сіо (північне узбережжя півострова Хуон). Човен здійснив сюди численні рейси та розвантажувався 4, 10, 21, 28 жовтня, 4, 11, 22 листопада.
У ніч проти 25 листопада в бою біля мису Сент-Джордж були потоплені три японські есмінці, які займались постачанням гарнізону острова Бугенвіль у західній частині Соломонових островів (союзники висадились на цьому великому острові 1 листопада). І-177 виходив для порятунку вцілілих членів екіпажів та доставив у Рабаул 279 моряків. Під час цієї місії човен був невдало атакований ворожим літаком.
По завершенні рятувальних робіт І-177 знову узявся за рейси до Сіо, куди доправляв вантаж 5, 14, 17, 25 грудня 1943-го. Під час останнього рейсу надійшли відомості про ворожі десантні судна і човен безрезультатно витратив кілька діб на їх пошуки в районі на схід від Нової Гвінеї (а 2 січня 1944-го союзники висадились у Сайдорі та обійшли Сіо із заходу).
3 січня 1944-го І-177 вчергове вийшов з Рабаулу та попрямував до Сіо, куди прибув 8 числа. Тут він передав вантаж на десантну баржу та мав прийняти на борт двох старших офіцерів і супроводжуючих осіб з їх штабу. Коли пасажири вже перебували на шляху до субмарини, з'явились американські торпедні катери та примусили І-177 терміново зануритись. На японський човен скинули кілька глибинних бомб, але безрезультатно. 9 січня І-177 так само не зміг прийняти пасажирів через присутність торпедних катерів і лише 10 числа за допомогою кількох озброєних броньованих барж вдалось відтіснити ворожий патруль та забезпечити прибуття пасажирів на борт. 11 січня офіцерів висадили у Мадангу (ще далі на захід від Сайдору), 15 числа І-177 прибув у Рабаул, а вже 18 січня був на Труці.
20—27 січня І-177 пройшов до Японії.

## Служба у північній зоні
В останній декаді березня 1944-го І-177 перейшов до Омінато (військово-морська база на північному завершенні Хонсю), а 11 квітня вирушив звідси для бойового патрулювання в районі Алеутських островів. Цей похід тривав до 27 травня та завершився поверненням до Омінато.
8 червня 1944-го човен знову вийшов на патрулювання у північній зоні, на цей раз на схід від Курильського архіпелагу. На цей раз похід І-177 ривав лише два тижні, 22 червня човен був у Омінато, а 23—25 червня пройшов у Йокосуку (можливо відзначити, що невдовзі до того американці розпочали операцію на Маріанських островах та розбили японський флот в битві у Філіппінському морі, що означало прорив головного захисного бар'єру імперії).

## Останній похід
15 вересня 1944-го союзники почали вторгнення на Палау у західній частині Каролінських островів, що ще більше руйнувало захисний бар'єр (та фактично було останнім кроком перед ударом по Філіппінах). 19 вересня І-177 вийшов для патрулювання у південній частині Філіппінського моря біля Палау (а також на шляхах звідси у Нідерландську Ост-Індію та до Філіппін).
Наприкінці вересня 1944-го човен виконав завдання по рекогносцируванню району атола Уліті за шістсот кілометрів на північний схід від Палау, а потім підійшов до останнього. Ввечері 1 жовтня американський літак встановив радарний контакт та попрямував для його перевірки. Хоча І-177 встиг зануритись, проте скинута з літака акустична торпеда завдала йому пошкоджень. Також про місце перебування ворожої субмарини повідомили групу кораблів, які розпочали протичовновий пошук.
У перші години 3 жовтня 1944-го в районі дещо більш ніж за сотню кілометрів на захід від Палау ескортний авіаносець «Хоггат Бей» встановив радарний контакт з ціллю на дистанції близько 20 км. Сюди спрямували есмінець «Самуель Майлз», який виявив І-177 у надводному положенні. Хоча човен занурився, проте «Самуель Майлз» встановив сонарний контакт та скинув дві серії глибинних бомб, що й призвело до загибелі І-177 разом з усім екіпажем із 101 особи (можливо відзначити, що човен перебував лише за два десятки кілометрів від місця першої атаки з літака).

## Бойовий рахунок
| Дата       | Назва    | Тип               | Тоннаж | Місце            |
| 26.04.1943 | Limerick | вантажне          | 8724   | 28°54'S 153°54'E |
| 14.05.1943 | Centaur  | госпітальне судно | 3222   | 27°17'S 154°05'E |